# معهد ديترويت للفنون
معهد ديترويت للفنون هو متحف يضم واحدة من أكبر وأهم المجموعات الفنية في الولايات المتحدة الأمريكية. مع أكثر من 100 صالة عرض ، تبلغ مساحتها 658000 قدم مربع (61100 متر مربع). يضم المتحف 65 ألف عمل فني ويزوره أكثر من 600 ألف شخص سنوياً وهو واحد من أكثر المتاحف الفنية زيارة في العالم.